# Kregor Zirk
Kregor Zirk (né le 3 juillet 1999 à Tartu) est un nageur estonien.

Il participe aux Championnats du monde de 2017. Il a battu 22 records nationaux.